# Domingo Caldas Barbosa

Domingo Caldas Barbosa.

Domingos Caldas Barbosa (n. 1739 sau 1740 - d. 9 noiembrie 1800) a fost un poet și dramaturg brazilian de origine africană.
A fost unul din fondatorii Academiei Artelor Frumoase din Lisabona, devenită ulterior "Nova Arcadia".

## Opera
- 1775: Colecție de poezii ("Collecçao de poesias feitas");
- 1790: Călătorii fericiți ("Os viajantes ditosos");
- 1793: Țăranca îndrăgostită sau Leacul este căsătoria ("A saloia namorando, ou O remedio e casar").